# Великий Югуть
Вели́кий Югу́ть (рос. Большой Югуть, чув. Мăн Йĕкĕт) — присілок у Чувашії Російської Федерації, у складі Персірланського сільського поселення Ядринського району.
Населення — 179 осіб (2010; 205 в 2002, 326 в 1979, 520 в 1939, 520 в 1926, 413 в 1897, 323 в 1859). У національному розрізі у присілку мешкають чуваші.

## Історія
Засновано 18 століття як виселок села Богородське (Балдаєво). До 1866 року селяни мали статус державних, займались землеробством, тваринництвом. У 1920-ті роки діяв цегляний завод. 1930 року утворено колгосп «Червоний Жовтень». До 1927 року присілок входив до складу Шемердянівської та Балдаєвської волостей Ядринського повіту, з переходом на райони 1927 року — у складі Ядринського району.

## Господарство
У присілку працює магазин.